# Osmo Karjalainen
Osmo Karjalainen (* 2. Februar 1940 in Ii; † 5. April 2013 in Kuusamo) war ein finnischer  Skilangläufer.

## Werdegang
Karjalainen belegte bei den Lahti Ski Games im März 1966 den dritten Platz über 15 km. Im Jahr 1969 wurde er bei den Svenska Skidspelen Dritter mit der Staffel. Ende Februar 1970 triumphierte er bei den Lahti Ski Games über 15 km. und siegte im folgenden Jahr beim Holmenkollen Skifestival über 15 km. Bei seiner einzigen Olympiateilnahme im Februar 1972 in Sapporo wurde er Zehnter über 15 km und Fünfter mit der Staffel. Im folgenden Monat kam er bei den Lahti Ski Games auf den dritten Platz über 15 km. Bei seinem letzten internationalen Wettbewerb bei den Nordischen Skiweltmeisterschaften 1974 in Falun gelang ihm der vierte Platz mit der Staffel.